# Sestav šestih desetstranih prizem
Sestav šestih desetstranih prizem je v geometriji sestav uniformnih poliedrov simetrična razporeditev šestih desetstranih prizem, ki so razporejene vzdolž osi s petkratno vrtilno simetrijo dodekaedra.
Sklic v preglednici na desni se nanaša na seznam sestavov uniformnih poliedrov.

## Kartezične koordinate
Kartezične koordinate oglišč tega sestava so vse ciklične koordinate vrednosti:
(±√(τ−1/√5), ±2τ, ±√(τ/√5))
(±(√(τ−1/√5)−τ2), ±1, ±(√(τ/√5)+τ))
(±(√(τ−1/√5)−τ), ±τ2, ±(√(τ/√5)+1))
(±(√(τ−1/√5)+τ), ±τ2, ±(√(τ/√5)−1))
(±(√(τ−1/√5)+τ2), ±1, ±(√(τ/√5)−τ))
kjer je τ = (1+√5)/2 zlati rez, ki ga včasih pišemo kot φ.

## Vir
- Skilling, John (1976), »Uniform Compounds of Uniform Polyhedra«, Mathematical Proceedings of the Cambridge Philosophical Society, 79 (03): 447–457, doi:10.1017/S0305004100052440, MR 0397554.